# Grupo México

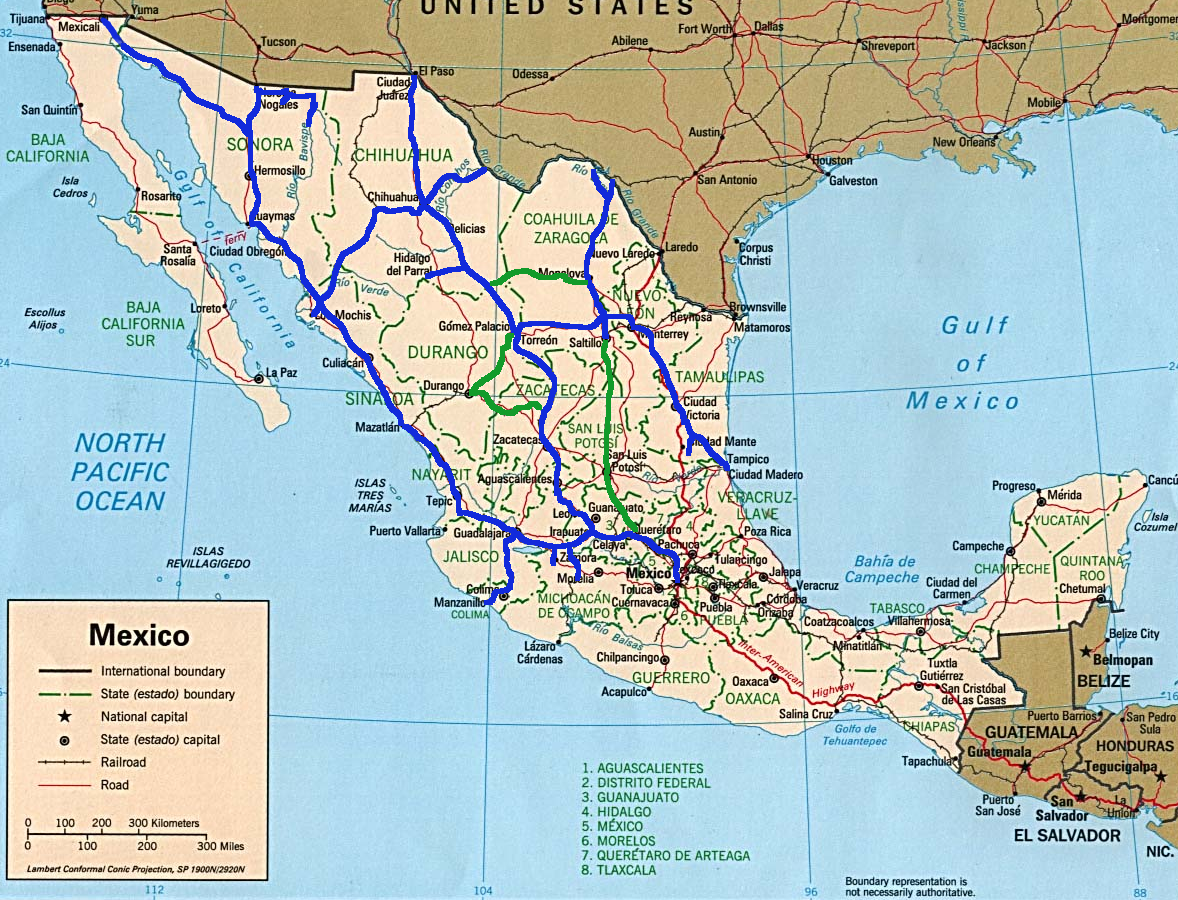
Ferromex netwerk in Mexico

Grupo México is een Mexicaans conglomeraat. Het is actief in de mijnbouw, vooral koper, en in het transport per spoor.

## Activiteiten
Grupo México is een conglomeraat en is actief in Mexico, Peru, de Verenigde Staten, Argentinië, Chili, Ecuador en Spanje. De activiteiten zijn in drie groepen verdeeld.
- Mijnbouw: Het is vooral actief in het mijnen en verwerken van koper. In 2020 produceerde het 1,1 miljoen ton koper vooral in Mexico en Peru.[1] In 2016 was het bedrijf de op vier na grootste producent ter wereld.[2] De bedrijven actief in dit segment zijn ASARCO, Southern Copper Corporation en Minera Los Frailes (in Spanje). Er zijn 15 mijnen en ruim 50 smelters en andere installaties voor het verwerken van het kopererts en koper. Bij de productie van koper komen ook zilver, goud, molybdeen en zink vrij. Het is het grootste bedrijfsonderdeel met een aandeel van ongeveer 75% in de totale omzet.[1]
- Transport: Grupo México zette de eerste stappen in de spoorsector in 1997. Het heeft tegenwoordig diverse belangen in spoorwegmaatschappijen. Ferromex, Ferrosur en Intermodal Mexico zijn actief in Mexico en Texas Pacífico in de Amerikaanse staat Texas. Het internationale vervoer tussen beide landen levert een significante bijdrage aan de omzet. Het netwerk heeft een lengte van 11.136 kilometer en er zijn ruim 800 locomotieven en 28.000 wagons beschikbaar. De transportactiviteiten maken ongeveer een vijfde van de totale omzet uit.[1]
- Infrastructuur: Het heeft hierbij voornamelijk klanten die actief zijn in de energiesector, zowel op land als offshore.

Het aandeel staat sinds 1994 aan de Bolsa Mexicana de Valores genoteerd en het is opgenomen in de S&P/BMV IPC aandelenindex. De tickercode is GMEXICOB. De free float is 49%. Een klein deel van de aandelen Southern Peru Copper Corporation staan sinds 1996 genoteerd aan de New York Stock Exchange (tickercode: PCU)

### Resultaten
In de tabel enkele belangrijke operationele en financiële gegevens. De koperprijs is mede opgenomen omdat het metaal het belangrijkste product van Grupo México is en de omzet en winst sterk worden beïnvloed door de prijs van koper op de wereldmarkt.
| Jaar | Koperverkopen (× 1000 ton) | Koperprijs (in US$/pound) | Omzet  | Nettoresultaat | Werknemers |
| ---- | -------------------------- | ------------------------- | ------ | -------------- | ---------- |
| 2005 | 799                        | 1,68                      | 5189   | 1063           | 19.143     |
| 2010 | 702                        | 3,43                      | 8083   | 1611           | 23.931     |
| 2015 | 903                        | 2,51                      | 8179   | 866            | 30.271     |
| 2020 | 1134                       | 2,80                      | 10.909 | 2118           | 29.169     |

## Geschiedenis
Het bedrijf werd in 1978 opgericht door Raul Antonio Escobedo en Larrea Mota Velasco. Nadat de regering van Carlos Salinas het staatsmijnbedrijf failliet had verklaard, kocht Larrea twee grote kopermijnen in Cananea en Nacozari (allebei gelegen in de Mexicaanse Sonora). Tegen het jaar 2000 was Grupo México verantwoordelijk voor 85% van de koperproductie in het land en de op twee na grootste koperproducent ter wereld.
In 2004 nam Grupo México een belang van 54,2% in de Southern Peru Copper Corporation. Het Amerikaanse mijnbouwbedrijf ASARCO, American Smelting and Refining Company, was de verkoper. In 2009 nam Grupo México heel ASARCO over dat op de rand van een faillissement stond. In 2005 werden de Mexicaanse koperbelangen samengevoegd met die van Southern Peru Copper Corporation. Na de fusie werd de nieuwe naam Southern Copper Corporation.
De spoorwegactiviteiten begonnen in 1997. In dat jaar kreeg Grupo México concessies toegewezen voor diverse lijnen in Mexico, waaronder die van de Chihuahua al Pacífico. Een jaar later volgde de oprichting van Ferrocarril Mexicano of Ferromex. Union Pacific Railroad heeft 26% van de aandelen Ferromex in handen. In 2005 volgde de acquisitie van Ferrosur, vooral actief in het zuiden van Mexico. In 2017 nam het de Florida East Coast Railway over voor US$ 2,1 miljard.
De spoorwegbelangen zijn ondergebracht in Grupo México Transportes (GMXT). Op 9 november 2017 werd 13% van de aandelen GMXT naar de Mexicaanse beurs gebracht.
Alfa · Alpek · Alsea · América Móvil · Arca Continental · Banorte · BanRegio · Cemex · Coca-Cola FEMSA · Comercial City Fresko · Compartamos Banco · Empresas ICA · FEMSA · Genomma Lab Internacional · Gruma · Grupo Aeroportuario del Pacífico · Grupo Aeroportuario del Sureste · Grupo Bimbo · Grupo BMV · Grupo Carso · Grupo Elektra · Grupo Lala · Grupo México · IEnova · Inbursa · Industrias CH · Kimberly-Clark de México · Liverpool · Mexichem · OHL México · Peñoles · Pinfra · Santander México · Televisa · Walmart de México y Centroamérica